# Maybank
Maybank, nombre comercial de Malayan Banking Berhad, es el mayor banco y grupo financiero de Malasia, con operaciones significativas en Singapur, Indonesia y Filipinas. El banco también tiene intereses en banca islámica a través del Maybank Islamic Berhad y actividad aseguradora mediante su subsidiaria Etiqa. Maybank es el mayor banco de Malasia con 384 sucursales en el mercado doméstico y 90 sucursales y oficinas en el extranjero. Maybank es una de las dos empresas más grandes que cotizan en la bolsa de Malasia, con una capitalización de mercado de más de RM53.000 millones a final de agosto de 2010. 
En 2008, Maybank completó la adquisición del 15% del An Binh Bank (Vietnam), el 20% del Banco Comercial Musulmán de Pakistán y el 97.5% del Bank Internasional Indonesia (BII). Además, Maybank ganó por segundo año el reconocimiento a la Marca Malasia Más Valiosa (valor de RM9.300 millones).

## Operaciones
Maybank opera banca de consumo, de negocios y banca corporativa así como servicios de banca privada, a través de una red de 384 oficinas y más de 2800 cajeros automáticos en Malasia. La compañía opera 22 sucursales en Singapur proporcionando una amplia variedad de servicios bancarios y financieros. Maybank, a través de Maybank Filipinas Incorporated, tiene 50 sucursales en Filipinas y también presencia bancaria en la mayoría de otros mercados del Sureste asiático, incluido Brunéi, Papúa Nueva Guinea, Indonesia, Camboya y Vietnam. El banco también opera sucursales en Nueva York, Londres, Hong Kong y Baréin.
Junto con su red de banca comercial, Maybank opera un número de subsidiarias especializadas en los sectores de seguros, banca de inversión y gestión de activos. Las subsidiarias del grupo incluyen Etiqa Insurance & Takaful que proporciona seguros tanto convencionales como acordes a la ley islámica, el Banco de Inversión Maybank que es la división de banca de inversión del grupo tras la adquisición de las compañías Mayban Discount y Mayban Securities. Maybank fue el primer banco en Malasia en obtener el permiso para abrir una oficina en China. 
Maybank fue fundado por el magnate de los negocios malasio Khoo Teck Puat, que falleció en 2004. La compañía fue administrada por el presidente y director ejecutivo (CEO) Amirsham Abdul Aziz durante dos décadas hasta marzo de 2008 cuando fue elegido ministro a cargo del Departamento del Primer ministro a cargo de la Unidad de Planificación Económica, un puesto que mantuvo hasta abril de 2009. En mayo de 2008 Dato' Sri Abdul Wahid Omar fue elegido oficialmente presidente y CEO del Grupo Maybank.
A 30 de junio de 2010, Maybank es el mayor banco de Malasia, contando con activos totales de RM337.000 millones (USD$106.000 millones), situándose entre los 120 mayores bancos del mundo. Malayan Banking también es una compañía que cotiza en la bolsa de Malasia.

## Cronología

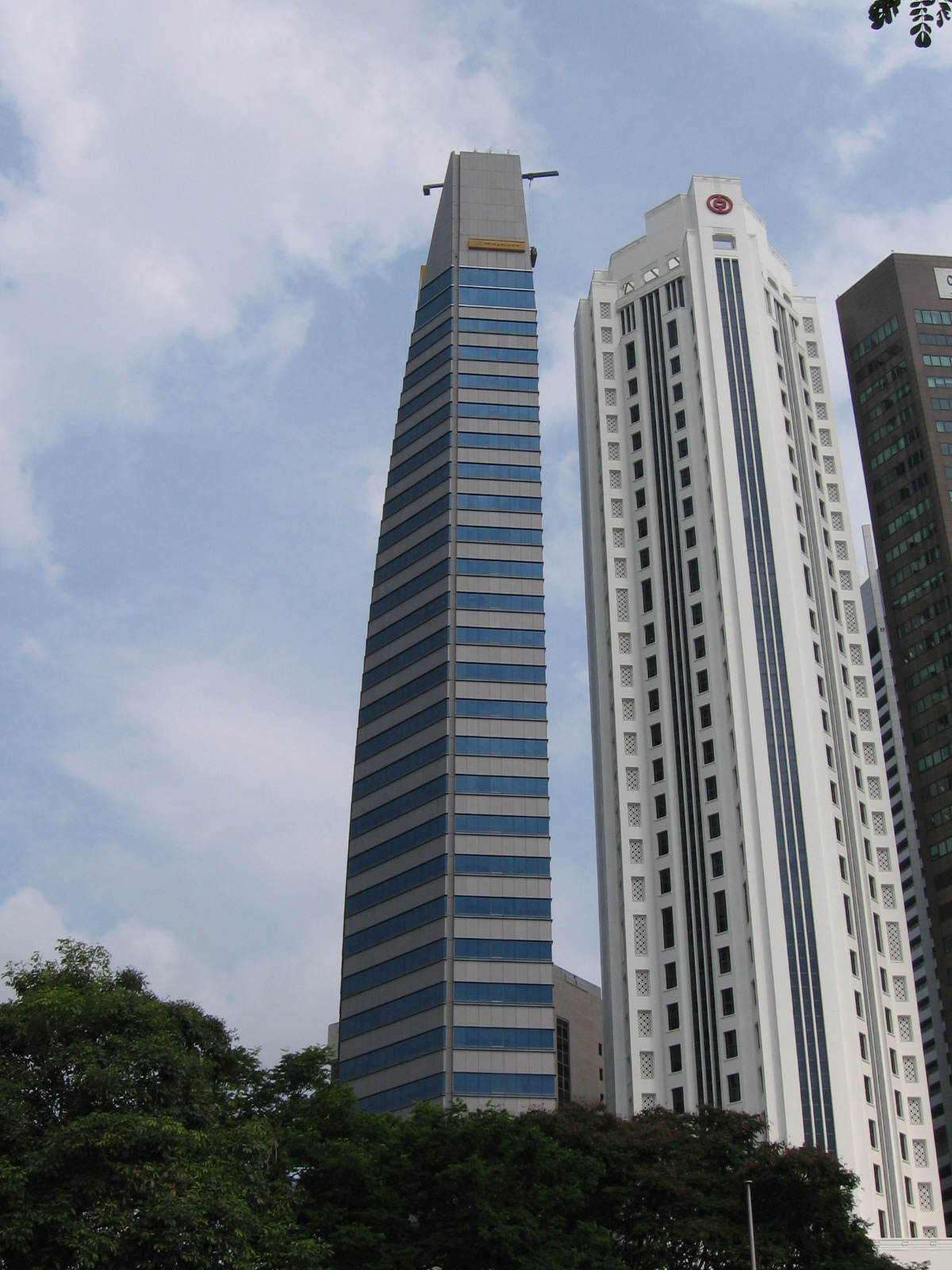
Menara Maybank, sede de Maybank en Singapur.

- 1960 - Se funda el banco por el magnate malasio de los negocios Khoo Teck Puat con unos pocos socios en Kuala Lumpur. El banco crece rápidamente a más de 150 sucursales en 3 años. En 1963, el banco compra el Goodwood Park Hotel, de Singapur por $4.8 millones.
- 1964 - La compañía establece Mayban Trustees Bhd (MTB)
- 1965 - Khoo Teck Puat es expulsado del Maybank por el gobierno de Malasia bajo la administración de por el aquel entonces primer ministro Tun Abdul Razak con el pretexto de desviar fondos del banco a sus negocios personales en Singapur.
- 1973 - Se forma la propia subsidiaria de banca de inversión, Aseambankers Malaysia Berhad (Asia & Euro-American Merchant Banking (Malaysia) Berhad - en español: Banca Mercantil Malasia Asiática & Euro-Americana).
- 1975 - Aseambankers establece una sociedad conjunta (joint venture), Kota Discount Berhad, con un grupo de socios inversores de Kuala Lumpur.
- 1986 - Adquiere una participación mayoritario en Kota que renombra Mayban Discount Berhad en 1989
- 1987 - Se forma Mayban Securities Sdn Bhd para proveer servicios de inversión y de casa de corretaje
- 1990 - Se establece la nueva Malaysian Offshore Banking Act y el banco inicia operaciones en el Territorio Federal de Labuan
- 1990 - Se añade Mayban Unit Trust Berhad, una subsidiaria para la gestión de fondos fiduciarios (tipo trust)
- 1992 - Maybank lanza Maybank General Assurance Bhd
- 1993 - Adquisición de Safety Life & General insurance Sdn Bhd que es entonces renombrada como Mayban Life Assurance
- 1994 - Se establece una subsidiaria en Papúa Nueva Guinea, que abrió dos sucursales en Port Moresby y Lae.
- 1996 - Se forma una sociedad conjunta con PT Bank Nusa Internasional (Indonesia), llevando el nombre de Maybank al mercado indonesio
- 1997 - Se unen fuerzas con el Banco Nacional de Filipinas, adquiriendo el 60% de participación en la antigua Caja de Ahorros de la República
- 1997 - Se renombra la subsidiaria Maybank Philippines Inc. (MPI) que posterior mente tomaría el control de toda la empresa
- 1997 - Adquisición a través de Philmay Holding Inc. y establecimiento de una inmobiliaria y de una sociedad de desarrollo de propiedades vehicle Philmay Property Inc.
- 2000 - La red de oficinas de Maybank Filipinas Inc. (MFI) alcanza las 60 sucursales en toda Filipinas
- 2000 - Se completa la fusión con el Pacific Bank y el PhileoAllied Bank después de una directiva del gobierno de Malasia.
- 2000 - La corporación se incorpora a la lista de los 120 mayores bancos del mundo por primera vez
- 2001 - Se abre una oficina en Shanghái después de obtener una licencia en China
- 2001 - Se solicita una licencia para empezar a operar en Baréin
- 2002 - Se lanza al mercado Mayban Takaful Bhd promoviendo productos aseguradores
- 2004 - Fracasa el intento de tomar el control mediante una oferta pública de adquisición del Banco Permata de Indonesia
- 2005 - Se obtiene la aprobación para tomar el control mediante oferta pública de adquisición, mediante la filial Aseambankers, del BinaFikir Sdn Bhd. Sin embargo, este acuerdo fracasa a finales de 2005.
- 2005 - Se adquiere, vía la Insurance Company Mayban Fortis, MNI Insurance y Takaful Nasional
- 2006 - Maybank adquiere el negocios de tarjetas de crédito de American Express en Malasia
- 2007 (noviembre) -  MNI Insurance y Takaful Nasional son renombradas como Etiqa Insurance & Etiqa Takaful respectivamente. Subsecuentemente, Mayban Takaful transfiere todo su negocio, activos y obligaciones a Etiqa Takaful.
- 2008 (mayo) - Dato' Sri Abdul Wahid Omar, es elegido oficialmente presidente y director ejecutivo (CEO) del Grupo Maybank.
- 2008 - Completada la adquisición el 15% de An Binh Bank (Vietnam), el 20% de MCB Bank Ltd (Pakistán) y el 97.5% del Bank Internasional Indonesia (BII).
- 2009 (enero) - Renombrada su subsidiaria Aseambankers como Maybank Investment Bank (Banco de Inversión Maybank).
- 2010 - Se introduce un plan de reinversión de dividendos, siendo la primera empresa malaya en hacerlo.
- 2011 - Adquisición del 44.6% de las acciones de Kim Eng

## Principales subsidiarias y compañías asociadas
- Maybank Investment Bank Berhad - Banca de inversión
- Maybank Islamic Berhad - Banca islámica
- Etiqa International Holdings - Aseguradora según la ley islámica
- PT Bank Internasional Indonesia Tbk - Uno de los 10 mayores bancos de Indonesia
- Maybank Philippines Incorporated - Banco comercial en Filipinas
- MCB Bank Limited - Banco comercial en Pakistán
- An Binh Bank Commercial Joint Stock Bank - Banco comercial en Vietnam
- PT Bank MayBank Indocorp - Banco islámico en Indonesia
- Bina Fikir Sdn Bhd - Consultoría financiera
- Mayban Ventures Sdn Bhd - Capital de riesgo
- Maybank (PNG) Ltd - Banco comercial en Papúa Nueva Guinea
- Maybank International (L) Limited - Banca offshore en Labuan